# کریم‌آباد (کنویست)
کریم‌آباد روستایی در دهستان کنویست بخش مرکزی شهرستان مشهد استان خراسان رضوی ایران است.

## جمعیت
بر پایه سرشماری عمومی نفوس و مسکن در سال ۱۳۹۵ جمعیت این روستا ۱٬۴۸۸ نفر (۴۲۲خانوار) بوده‌است.